# Jorge Alarcón Collignon
Jorge Alarcón Collignon (* 1 de marzo de 1950 en Guadalajara, Jalisco, México) es un empresario mexicano que fungió como presidente del Club Deportivo Guadalajara durante el período de 1993 a 1996. 

## Biografía
Nació el 1 de marzo de 1950 en Guadalajara, Jalisco, México. Es egresado de la Licenciatura en Administración de Empresas, carrera que estudió en la Universidad de Guadalajara de 1967 a 1972. 
De 1969 a 1996 se dedicó a la industria mueblera, siendo parte de empresas como Muebles Val’s e Industrial Mueblera Leal, y  desde 1979 fue parte de distintas gestiones administrativas dentro del Club Deportivo Guadalajara. En el período de 1979 a 1981 fue vocal de la mesa directiva del Club Deportivo Tapatío, después fue secretario en la misma institución hasta 1983, año en que se convierte en  sub-tesorero del Club Deportivo Guadalajara. En 1991 ocupa el puesto de vicepresidente del club y finalmente en 1993 llega a la presidencia de la institución rojiblanca.
Después de su gestión como presidente del Guadalajara, lleva su carrera en administrativa deportiva a otros equipos. En 1996, se convierte en Gerente de Mercadeo del Deportivo Saprissa de Costa Rica, puesto que ocupó hasta 1997, y regresó a la institución morada en 2003, esta vez como Gerente General. De 2007 a 2008 estuvo vinculado al Puntarenas Fútbol Club, también como Gerente General, y en 2012 llega al Club Sport Herediano. actualmente es Gerente de Asociación Deportiva y Recreativa Jicaral